# الإعجاز والإيجاز (كتاب)
الإعجاز والإيجاز كتاب من أهم أعمال الثعالبي. وهذا العمل، مثل جميع مؤلفات الثعالبي، مكتوب باللغة العربية. وهو مجموعة من الأمثال العربية.
يقول الثعالبي في مقدمة هذا الكتاب:
لعل هذا العمل من أبدع ما جادت به قرائح الكتاب، إذ يتسم بجمال النثر ورونقه، فهو يتفرد بلغةٍ تفيض سحرًا، وتداعب الأذهان بلطفٍ وذوقٍ فنيٍّ عميق. كل كلمة فيه تنبض بالحياة، وكل جملة تثير في النفس شعورًا من التناغم الإيقاعي، بحيث يتمازج الجمال اللفظي مع ألق المعنى، فيكاد القارئ يذوب في سرّ هذا النثر الذي يروي الوجدان ويثير الخيال.

يقع هذا الكتاب في عشرة فصول: في مجمل ألفاظ القرآن ومعجزاته، ثم في مجموع ألفاظ النبي محمد، ثم في ذكر أقوال الخلفاء والصحابة والتابعين البليغة. وقد خصص الكتاب فصلًا لأقوال وأمثال مشاهير وعظماء الجاهلية، وفصلًا آخر لأقوال ملوك وأمراء الإسلام، ودقائق أقوال وزراء الإسلام. وفي فصل آخر يتحدث عن اختراعات ألفاظ الأدباء والخطباء، ودقائق الفلاسفة والزهاد والحكماء والعلماء، وأخيرًا دقائق الآلات ومفاتن أقوال الشعراء. وفي هذا الكتاب نحو عشر صفحات مخصصة لكلام علي بن أبي طالب.
وقد ألف الثعالبي هذا الكتاب لأبي أحمد قاضي هرات حوالي سنة 412 هـ. وقد طُبع هذا الكتاب سابقًا بالرصاص في إسطنبول سنة 1301هـ تحت عنوان الإعجاز والإيجاز في مجموعة من خمس رسائل. قام بيتيت بترجمة هذا الكتاب إلى الفرنسية ونشره في باريس (1987).